# Hort a Montmartre
Hort a Montmartre és una pintura a l'oli realitzada per Van Gogh el 1887, actualment conservada al Museu van Gogh d'Amsterdam. Forma part d'una sèrie de pintures sobre Montmartre que van Gogh realitzà entre 1886 i 1887 mentre vivia amb el seu germà Theo. En lloc de capturar escenes urbanes de París, van Gogh preferia imatges rurals, com les que presentaven els barris septentrionals de Montmartre i Asnières. L'obra d'aquests dos anys a París presenta dues fases fàcilment diferenciables: durant 1886, la seva pintura presenta els tons foscos que havia emprat en les seves obres primerenques d'Països Baixos i Brussel·les; mentre que les pintures de 1887 són acolorides i lluminoses, i van Gogh experimenta amb tècniques pictòriques pròpies de l'impressionisme i el puntillisme, com les pinzellades curtes o l'ús de punts de color. Aquesta obra és un exemple del seu treball a París i demostra el seu progrés artístic.
Els horts de Montmartre, envoltats de tanques i ben diferenciats entre ells per establir clarament les propietats, proveïen els mercats de parís amb espinacs, enciam, cols i altres verdures. L'obra que ens ocupa (F346) mostra el paisatge canviant de Montmartre. En primer terme hi ha horts, amb diversos pagesos treballant-hi. En un pla més endarrerit, i tot i que d'aspecte força modest, s'aixequen alguns habitatges. Els tres molins de vent que romanen a la zona s'han convertit en espais d'entreteniment per les classes treballadores urbanes. El Blute-Fin, també conegut com Le Moulin de la Galette era el molí més gran que es conservava, reconvertit en un cafè i una terrassa per contemplar París.
Aquesta obra forma part d'una sèrie de tres pintures força similars i pràcticament amb el mateix títol, Horts a Montmartre: La Butte Montmartre (F316 i F350). La primera d'aquestes (F316) fou exposada a la primera exposició que van Gogh celebrà a París l'any 1888. L'artista estava molt content del seu treball en aquesta obra, i considerava que traspuava aire fresc i alegria.
- Hort a Montmartre: La Butte Montmartre (1887)
Van Gogh Museum, Amsterdam (F316)
- Hort a Montmartre: La Butte Montmartre (1887)
Van Gogh Museum, Amsterdam (F346)
- Hort a Montmartre: La Butte Montmartre (1887)
Stedelijk Museum, Amsterdam (F350)